# Gorgófona
Gorgófona (em grego: Γοργοφόνη, transl. Gorgophónē), na mitologia grega, foi uma filha de Perseu e Andrômeda.
Existem diferentes versões sobre quem foram seus maridos, e quais filhos são atribuídos a cada um.
Nascida em Micenas, se casou, virgem, com Perieres, filho de Éolo e Enarete, que tinha tomado posse da Messênia. Seus filhos foram Afareu, Leucipo, Tíndaro e  Icário. Quando Perieres morreu, ela se casou com Ébalo, filho de Cinorta.
Em uma versão alternativa, atribuída a Estesícoro por Pseudo-Apolodoro, Perieres era filho de Cinorta, seus filhos com Gorgófona eram Tíndaro, Icário, Afareu e Leucipo.
Segundo Pausânias, seus filhos com Perieres, rei da Messênia e filho de Éolo foram Afareu e Leucipo, que herdaram o reino após a morte de Perieres. Ébalo, filho de Cinorta, tomou-a por esposa, e eles foram os pais de Tíndaro. Gorgófona foi a primeira mulher a casar duas vezes; antes dela, as mulheres que perdiam o marido permaneciam viúvas até o fim.
À época de Pausânias (século II d.C.), seu túmulo ainda existia em Argos.